# کارل یوهان دو ژار
کارل یوهان دو ژار (سوئدی: Carl Johan De Geer؛ زادهٔ ۱۳ ژوئیهٔ ۱۹۳۸) هنرمند، موسیقی‌دان، نویسنده و فرایهِر (بارون) در خانوادهٔ اشرافیِ «دو ژار» در سوئد است.
او زادهٔ مونترآل در استان کبکِ کاناداست و در یک کاخ اشرافی در اسکونه رشد و نمو یافت و با شکستن سنن اشرافی در خانوادهٔ خود، یک هنرمند چپ‌گرا شد.
وی دانش‌آموختهٔ «کالج هنر، صنایع‌دستی و طراحی کُنست‌فاک» در استکهلم است.
از فیلم‌ها یا مجموعه‌های تلویزیونی که وی در آن‌ها نقش داشته است، می‌توان به «مادربزرگ، هیتلر و من» اشاره نمود.